# Рхеє (район)
Рхе́є (індонез. Rhee) — один з 24 районів округу Сумбава провінції Західна Південно-Східна Нуса у складі Індонезії. Розташований у північно-західній частині. Адміністративний центр — село Рхеє.
Населення — 7019 осіб (2012; 6899 в 2010).

## Адміністративний поділ
До складу району входять 4 села:
| Населений пункт | Населення, осіб (2010) |
| --------------- | ---------------------- |
| Лук, село       | 1515                   |
| Рхеє, село      | 2700                   |
| Рхеє-Лока, село | 2316                   |
| Сампе, село     | 368                    |